# DDR-Sonderliga 1985/86 (Badminton)
Die DDR-Sonderliga im Badminton war in der Saison 1985/86 die höchste Mannschaftsspielklasse der in der DDR Federball genannten Sportart. Es war die 27. Austragung dieser Mannschaftsmeisterschaft. Erstmals wurde die Liga Sonderliga genannt. Ebenso wurde die Anzahl der Mannschaften in der Liga von drei auf sechs erhöht, so dass Vorjahresabsteiger Robur Zittau durch drei neue Teams (EBT Berlin, DHfK Leipzig und Aktivist Niederwürschnitz) ersetzt wurde. Weitere Neuerungen gab es im Austragungsmodus. In einer einfachen Runde ohne Rückspiel wurde im Modus Jeder-gegen-Jeden eine Vorrundentabelle ermittelt, aus welcher die ersten drei Mannschaften eine Meisterschaftsgruppe und die letzten drei Teams eine Abstiegsgruppe bildeten. In dieser zweiten Runde hatte jede Mannschaft einmal Heimrecht und die beiden anderen Teams gleichzeitig zu Gast, so dass an drei Wochenenden jeweils drei Partien pro Gruppe ausgetragen wurden. Meister wurde Einheit Greifswald, absteigen musste Aktivist Niederwürschnitz.

## Endstand
| Platz | Mannschaft |
| ----- | --- |
| 1.    | Einheit Greifswald (Erfried Michalowsky, Edgar Michalowski, Thomas Mundt, Mike Joseph, Birgit Kämmer, Angela Michalowski, Kerstin Bohn)   |
| 2.    | Fortschritt Tröbitz (Frank-Thomas Seyfarth, Joachim Schimpke, Jens Scheithauer, Klaus Skobowsky, Petra Schubert, Christine Maertin)       |
| 3.    | HSG Lok HfV Dresden (Andreas Benz, Michael Huber, Joachim Völker, Claus Cassens, Steffen Körbitz, Monika Cassens, Monika Geier)           |
| 4.    | EBT Berlin (N) (Kai Abraham, Dirk Hickl, Olaf Bahn, René Frank, Petra Tobien, Manuela Engler, Heike Hähnlein)                             |
| 5.    | HSG DHfK Leipzig (N) (Manfred Blauhut, Gerd Pigola, Axel Hundorf, Sven Weise, Thomas Bölke, Christel Iske, Birgit Mengs)                  |
| 6.    | Aktivist Niederwürschnitz (N) (Wolfgang Pasler, Jens Weber, Frank Weber, Uwe Süß, Frank Mothes, Michaela Tröger, Silke Weber, Ute Brandt) |